# Elena Sánchez Caballero
Elena Sánchez Caballero (Madrid, 26 de diciembre de 1957) es una periodista española.

## Trayectoria
Mientras estudia Ciencias de la Información, rama de Periodismo, por la Facultad de Ciencias de la Información (Universidad Complutense de Madrid) de Madrid, ejerce como secretaria y relaciones públicas de un restaurante, hasta que empieza a ejercer como periodista en 1979 en Diario 16, posteriormente en Antena 3 Radio y en 1982 en la Agencia EFE en 1982, incorporándose a RTVE en 1984 donde desarrolla su carrera profesional inicialmente como redactora del Área de Deportes de los Servicios Informativos de TVE, participando en el dispositivo de la cadena Los Ángeles 1984 y presentando entre 1986 y 1987 el bloque de deportes de Buenos días, el primer programa informativo matinal en la televisión en España.  
En enero de 1987 se incorpora al Telediario 2.ª edición con Luis de Benito, siendo sustituida meses más tarde por Concha García Campoy. En marzo de 1987 obtiene plaza fija en RTVE. Después, presenta La tarde durante el verano de 1987.  
En septiembre de 1987 pasa a presentar Teledeporte en La 2, siendo también comentarista de diversos deportes y forma parte del equipo de TVE para Seúl 1988. Entre otoño de 1988 y 1990 presenta el bloque deportivo del Telediario, siendo reportera de Informe semanal durante 1990.
En mayo de 1990 regresa al Telediario, presentando la primera edición con Pedro Piqueras y Sergio Sauca hasta 1993. En septiembre de 1993 salta al TD2 con Ramón Pellicer. Entremedias es enviada especial de TVE para Barcelona 1992 y Atlanta 1996.
En la Nochevieja de 1991 forma parte del trío de presentadores de Telepasión junto a Constantino Romero y Joaquín Prat.
Desde otoño de 1996 hasta otoño de 2004 se le asigna la presentación de los Telediarios de TVE Internacional y del Canal 24 horas.
En otoño de 2004 es designada presentadora/reportera del programa Crónicas de La 2. Un año más tarde se hace cargo de la conducción del Telediario 3.ª edición, labor que compatibiliza con el programa Crónicas. En enero de 2006 deja el Telediario para sustituir a Pedro Piqueras en la presentación y dirección del programa de debate Enfoque, en pantalla hasta 2007.
En mayo de 2008 fue nombrada Defensora del Espectador, el Oyente y el Usuario de Medios Interactivos de RTVE, nueva figura creada en RTVE para responder a las quejas y preguntas de la audiencia, asumiendo también la dirección y presentación del espacio RTVE responde. Fue sustituida en abril de 2014 por Carmen Sastre. En abril de 2015 asumió la dirección y presentación del espacio gastronómico Al punto. Posteriormente se incorpora a la serie Imprescindibles codirigiendo el documental sobre Luis del Olmo (2017) e Iñaki Gabilondo (2018).  En 2018 presentó su candidatura al concurso público para la selección de los miembros del Consejo de Administración y del presidente de la Corporación RTVE.
El 2 de agosto de 2018 fue nombrada secretaria general de RTVE en el equipo que lideró como administradora provisional única, Rosa María Mateo, cargo que desempeñó hasta agosto de 2020.  De 2019 a 2020 asumió la presidencia del Observatorio de Igualdad de RTVE.
En febrero de 2021 fue elegida miembro del Consejo de Administración de RTVE. En su reunión del 27 de septiembre de 2022, el Consejo de Administración la nombró presidenta interina del Consejo de Administración de RTVE hasta que el Parlamento elija un nuevo titular en la presidencia de Corporación RTVE. Compatibiliza el cargo con la dirección y presentación del programa de entrevistas Encuentros en La 2 de TVE.
El 26 de marzo de 2024, el Consejo de Administración de la empresa pública cesó tanto a Sánchez Caballero como al director de Contenidos Generales, José Pablo López Sánchez, tras meses de enfrentamientos internos entre ellos.Un mes después, el 1 de mayo, se jubila, dejando de pertenecer a la plantilla de RTVE pero continuando como consejera de administración hasta el 2 de diciembre de 2024.